# Polacy na Malcie
Polacy na Malcie – zbiorowość Polaków, według danych z 2016 r. na Malcie pracowało 779 obywateli polskich. W 2011 roku na Malcie mieszkało 201 z Polski.

## Sławni Polacy na Malcie
- Leszek Czarnecki – przedsiębiorca i inżynier
- Monika Jarosińska – aktorka i piosenkarka[3]